# Salmonopuntia salmiana
Salmonopuntia salmiana es una especie fanerógama perteneciente a la familia Cactaceae. 

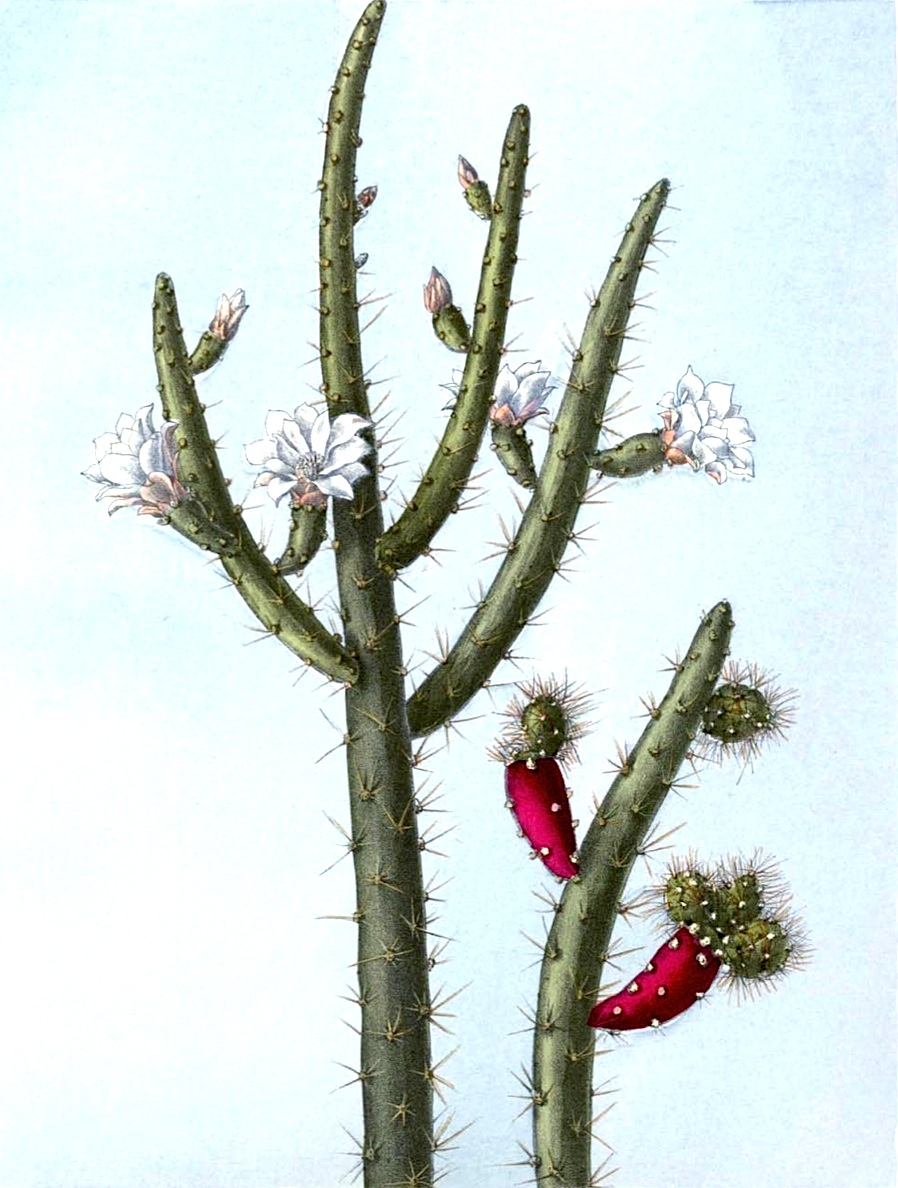
Ilustración.

## Descripción
Es un cactus arbustivo, de hasta 2 m de altura con segmentos de tallo cilíndrico de 20 cm de largo y 1.5 cm de diámetro con las espinas generalmente ausentes. Tiene flores de color amarillo claro o rosa pálido, a menudo con un rosa más oscuro en el centro; tiene 3,5 cm de diámetro.

## Distribución
Se encuentra en  Argentina, Bolivia, Brasil y Paraguay.

## Taxonomía
Salmonopuntia salmiana fue descrita por PVHeath y Publicado por primera vez en Calyx 6: 41 (1999)

Etimología

salmiana: epíteto otorgado en honor del botánico Joseph de Salm-Reifferscheidt-Dyck.
Sinonimia
- Opuntia salmiana basónimo
- Opuntia spegazzinii
- Opuntia ipatiana
- Austrocylindropuntia ipatiana
- Platyopuntia salmiana
- Cylindropuntia salmiana
- Austrocylindropuntia salmiana
- Opuntia salmiana var. albiflora
- Austrocylindropuntia albiflora
- Opuntia albiflora
- Austrocylindropuntia salmiana var. albiflora[3][4]

## Más información
- Morfología de los cactus
- Terminología descriptiva de las plantas